# 191282 Feustel
A 191282 Feustel (ideiglenes jelöléssel 2003 FS) a Naprendszer kisbolygóövében található aszteroida. A KLENOT projekt keretében fedezték fel 2003. március 22-én.